# Adolf Gawalewicz
Adolf Gawalewicz (2. září 1916, Lvov – 11. června 1987, Krakov) byl polský právník, spisovatel a vězeň nacistických koncentračních táborů.

## Život
Narodil se 2. září 1916 ve Lvově, kde v roce 1935 složil maturitu na gymnáziu Jana Kochanowského. V červnu 1939 získal magisterský titul na právnické fakultě Jagellonské univerzity v Krakově. V září 1939 začal pracovat na krakovském Městském úřadě. Za účast v odboji a šíření nelegálních tiskovin byl 16. září 1940 zatčen a uvězněn v krakovské vězenici Montelupich. 9. ledna 1941 byl převezen do koncentračního tábora Auschwitz, kde mu bylo přiděleno vězeňské číslo 9225. V polovině června 1944 odvezen z Auschwitz do KL Buchenwald, do konce války prošel dále koncentračními tábory Mittelbau-Dora, Ellrich a Bergen-Belsen.
Osvobození se dočkal zcela vyčerpán. Období červen 1945 – červenec 1946 strávil na léčení ve švédských sanatoriích. Po návratu do Polska začal znovu působit jako administrativní pracovník na Městském úřadu v Krakově, kde pracoval až do důchodu. V roce 1948 získal doktorát na Jagellonské univerzitě. V roce 1963 se účastnil jako svědek tzv. druhého osvětimského procesu ve Frankfurtu nad Mohanem.
Zemřel 11. června 1987 v Krakově.

## Dílo

### Knihy
- Refleksje z poczekalni do gazu. Ze wspomnień muzułmana (1968) - vzpomínky z pobytu v koncentračních táborech[2][3]

### Odborné články a ostatní
Kromě výše uvedených vzpomínek publikoval často v časopise Przegląd Lekarski:
- Poczekalnia do gazu. Fragmenty wspomnień muzułmana. (1963, nr.1a, str. 54-62)
- Numer wraca do nazwiska. 1: Finał "epopei" łagrowej. (1964, nr.1, str. 30-43)
- Numer wraca do nazwiska. 2: Prolog ludzkiego życia. (1964, nr.1, str. 123-134)
- Reszta będzie milczeniem. (1966, nr. 1, str. 174-182) - vzpomínky, týkající se zatčení v roce 1940 a účasti jako svědka na tzv. druhém osvětimském procesu ve Frankfurtu nad Mohanem v roce 1963.
- Z rozważań na témat oświęcimskiej problematyki moralnej. (1967, nr.1, str. 45-18)
- Więźniowie funkcyjni w hitlerowskich obozach koncentracyjnych. (1968, nr.1, str. 253-261)

Ostatní:
- Problematyka moralna w Oświęcimiu. (časopis Polska, 1968, nr.5, str.24)(Článek publikován také v angl., něm., fr., šp., šv.)
- Wypisy z historii obozu koncentracyjnego Oświecim - Brzezinka. In: Bujak, A.: Oświęcim - Brzezinka. Auschwitz - Birkenau, Varšava 1973. (rovněž v ang., fr., něm, rus.)
- Waiting room to the gas. Excerpts from the reminiscences of a "Mussulman". In: Auschwitz. Antology, Vol.2: Inhumane medicine, Part 1., Varšava 1971.
- Numer wraca do nazwiska. In: Okupacja i medycyna. Wybór artykułów z "Przeglądu Lekarskiego - Oświęcim" z lat 1961–1970, Varšava 1971.